# Alfiler

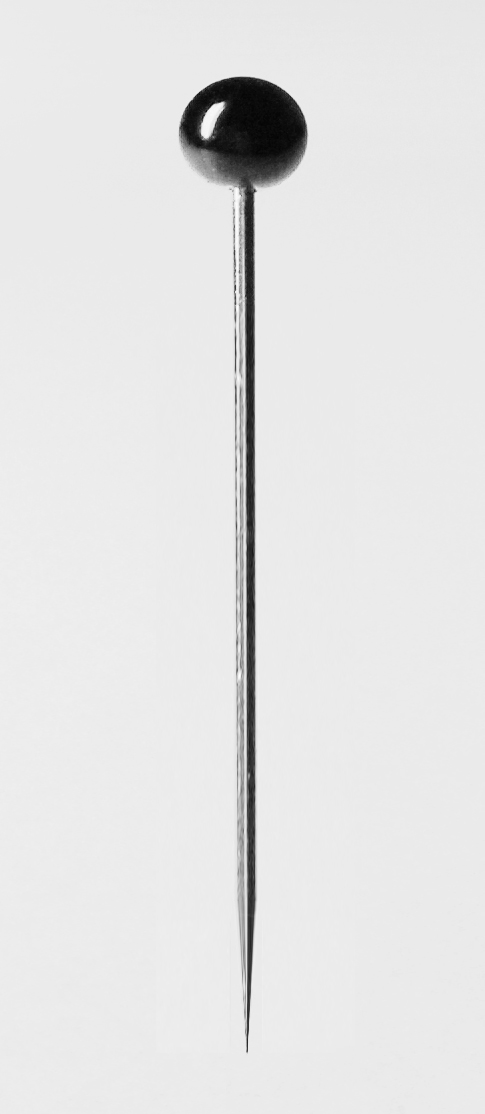
Un alfiler.

alfiler (del árabe alẖilál) es un clavillo, usualmente de metal, con punta por uno de sus extremos y una cabecilla por el otro. Tiene múltiples funciones, entre ellas sujetar ciertos objetos o materiales entre sí. En el oficio de la sastrería es de mucha utilidad.

## Historia
A juzgar por los hallazgos arqueológicos, el alfiler de hueso, es uno de los primeros inventos de la humanidad.
Los primeros alfileres conocidos, hechos de cobre, se utilizaban en Egipto para abrochar los vestidos hacia el año 4000 a. JC.
Los egipcios también hacían alfileres con espinas vegetales o de pescados.
En época de los griegos y romanos se usaban alfileres más complicados para sujetar las túnicas. Los ricos llevaban alfileres decorativos de oro y de plata.
En el siglo XVI eran corrientes los alfileres de alambre de hierro que se fabricaban a mano hasta que un inventor estadounidense, Lemner Wright, construyó una máquina para fabricarlos hacia 1820.

## Tipos de alfileres

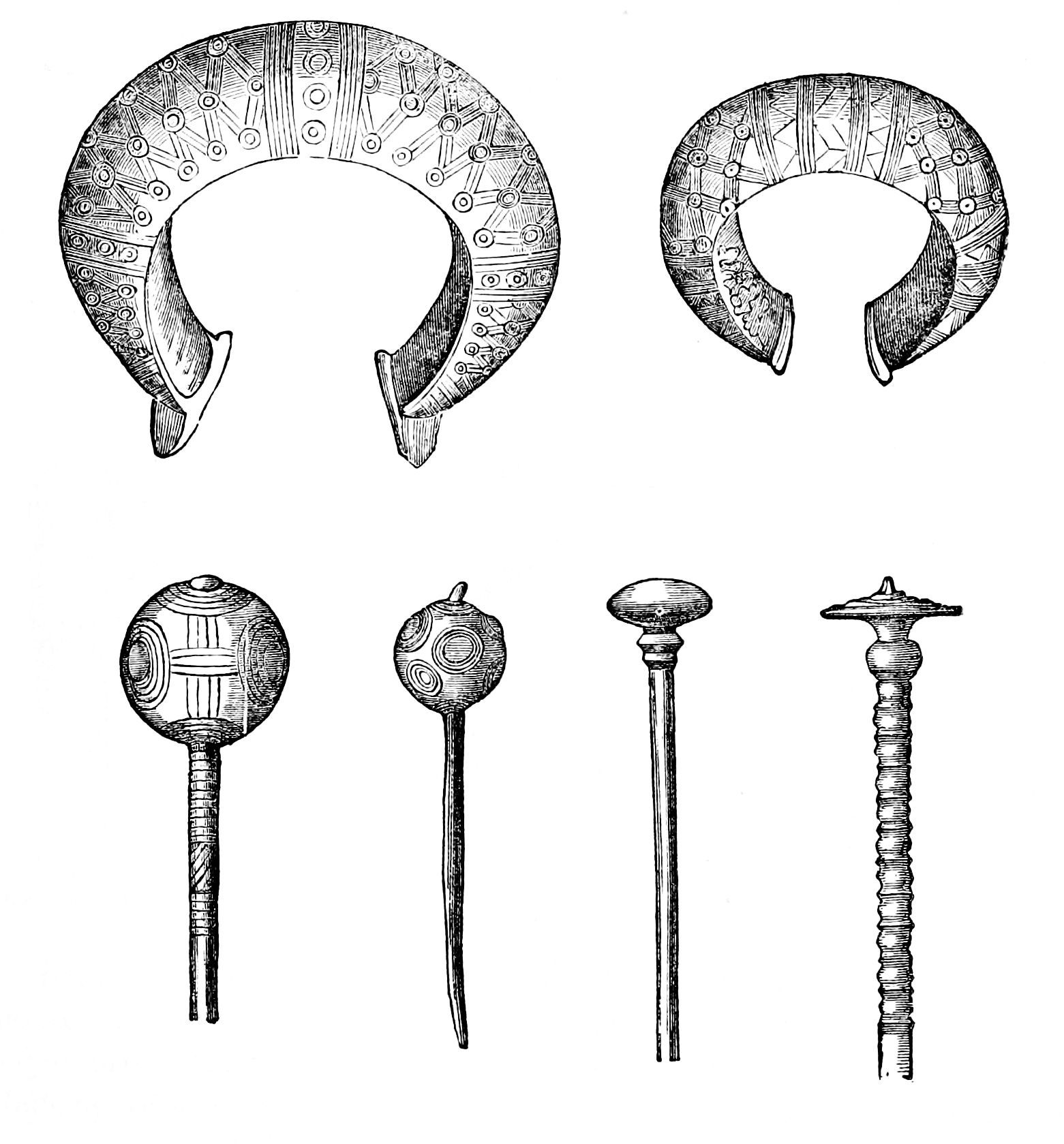
Las horquillas de bronce, que data de la Edad del Bronce (Suiza).

Se distinguen diferentes tipos de alfileres:
- Alfiler de cabeza de gota de sebo. El que presenta su cabeza acopada y no plana como los comunes.
- Alfiler de cabeza perdida. El que casi no tiene cabeza sino una especie de rebaba pudiendo introducirse totalmente en la madera.
- Alfiler de mina. Aguja.
- Alfiler de monja. Es sumamente delgado y pequeño.
- Alfiler de París. Clavo de cabeza y punta prismática hecho con alambre de hierro.
- Alfiler de toca de monja. El más pequeño que los comunes. Sirve regularmente para prender cosas muy delicadas.[2]

## Expresiones relacionadas

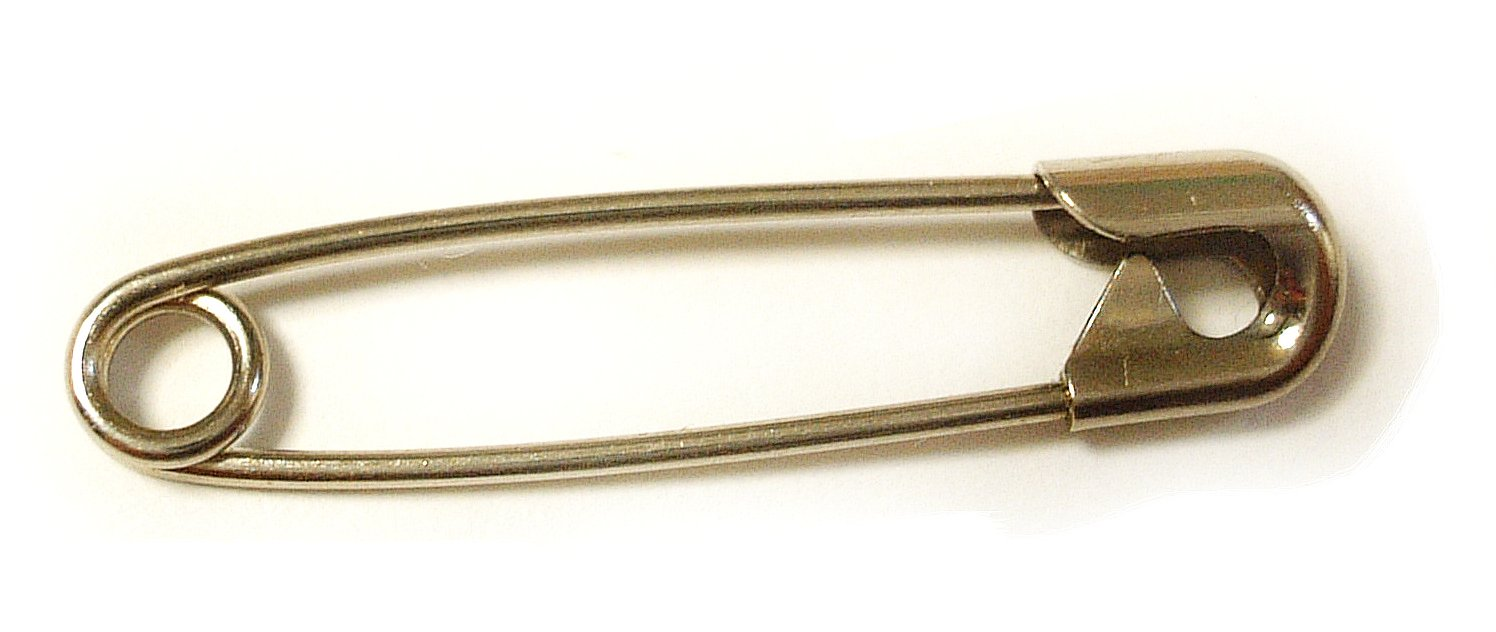
Alfiler de gancho (imperdible o, en México y otros países hispanohablantes, seguro).

- Pegado, cogido con alfileres. Se da a entender que una cosa tiene poca estabilidad y firmeza.
- No caber, no haber donde echar un alfiler. Se usa para ponderar la gran aglomeración de personas en alguna parte.[2]